# Movimiento Tour
El Movimiento Tour es la próxima gira de conciertos del cantante puertorriqueño Ricky Martin, la cual comenzará en su ciudad natal, San Juan, el 7 de febrero. Finalizó antes de lo previsto, el 7 de marzo de 2020 en la localidad mexicana de Ensenada tras la pandemia de COVID-19.

## Antecedentes
El cantante anunció el comienzo de la gira el 22 de octubre a través de sus redes sociales, anunciando una fecha única en la ciudad puertorriqueña de San Juan. Luego el 26 de octubre anuncia una segunda fecha en la misma ciudad, para que finalmente el 27 de noviembre se anuncie la tercera fecha en San Juan. El 4 de noviembre, Martin, anuncia dos conicertos en la capital argentina y luego el 11 de diciembre anuncia una tercera fecha en Buenos Aires y una función en Córdoba. El 18 de diciembre se anuncian 12 fechas en México, incluyendo ciudades como Monterrey y Guadalajara. El 27 de diciembre se anuncia una fecha en la capital uruguaya, la cual se pondría a la venta el 3 de enero.

## Repertorio
1. «Cántalo»
2. «La Bomba»
3. «Isla Bella»
4. «Bombón de Azúcar»
5. «Tiburones»
6. «Livin' la Vida Loca»
7. «Loaded»
8. «Shake Your Bon-Bon»
9. «Fuego Contra Fuego»
10. «Fuego de Noche, Nieve de Día»
11. «Te Extraño, Te Olvido, Te Amo»
12. «Tu Recuerdo»
13. «Lola, Lola»
14. «She Bangs»
15. «Nobody Wants to Be Lonely»
16. «Vuelve»
17. «Pégate»
18. «La Mordidita»
19. «María»
20. «The Cup of Life»
21. «Vente Pa' Ca»

## Fechas
| Fecha                 | Ciudad       | País        | Recinto                         | Entradas vendidas / Disponibles | Recaudación |
| --------------------- | ------------ | ----------- | ------------------------------- | ------------------------------- | ----------- |
| Latinoamérica         |              |             |                                 |                                 |             |
| 7 de febrero de 2020  | San Juan     | Puerto Rico | Coliseo de Puerto Rico          | —                               | —           |
| 8 de febrero de 2020  | San Juan     | Puerto Rico | Coliseo de Puerto Rico          | —                               | —           |
| 9 de febrero de 2020  | San Juan     | Puerto Rico | Coliseo de Puerto Rico          | —                               | —           |
| 21 de febrero de 2020 | Barranquilla | Colombia    | Estadio Romelio Martínez        | Festival                        | Festival    |
| 23 de febrero de 2020 | Viña del Mar | Chile       | Anfiteatro de la Quinta Vergara | Festival                        | Festival    |
| 25 de febrero de 2020 | Córdoba      | Argentina   | Orfeo Superdomo                 | —                               | —           |
| 27 de febrero de 2020 | Buenos Aires | Argentina   | Movistar Arena                  | —                               | —           |
| 28 de febrero de 2020 | Buenos Aires | Argentina   | Movistar Arena                  | —                               | —           |
| 29 de febrero de 2020 | Buenos Aires | Argentina   | Movistar Arena                  | —                               | —           |
| 2 de marzo de 2020    | Montevideo   | Uruguay     | Antel Arena                     | —                               | —           |
| 7 de marzo de 2020    | Ensenada     |             | Rancho Chichihuas               | —                               | —           |
|                       |              |             | —                               | —                               |             |

## Conciertos cancelados
| Fecha                                                         | Ciudad           | País   | Recinto                     | Estado    | Motivo               |
| ------------------------------------------------------------- | ---------------- | ------ | --------------------------- | --------- | -------------------- |
| Latinoamérica 10 de marzo de 2020 Hermosillo Sonora cancelado |                  |        |                             |           |                      |
| 13 de marzo de 2020                                           | Monterrey        | México | Arena Monterrey             | Cancelado | Pandemia de COVID-19 |
| 14 de marzo de 2020                                           | Torreón          | México | Explanada de la Feria       | Cancelado | Pandemia de COVID-19 |
| 16 de marzo de 2020                                           | Zacatecas        | México | Multiforo de la FENAZA      | Cancelado | Pandemia de COVID-19 |
| 18 de marzo de 2020                                           | Guadalajara      | México | Arena VFG                   | Cancelado | Pandemia de COVID-19 |
| 20 de marzo de 2020                                           | Querétaro        | México | Hípico Juriquilla           | Cancelado | Pandemia de COVID-19 |
| 21 de marzo de 2020                                           | Ciudad de México | México | Foro Sol                    | Cancelado | Pandemia de COVID-19 |
| 25 de marzo de 2020                                           | Aguascalientes   | México | Mega Velaria                | Cancelado | Pandemia de COVID-19 |
| 27 de marzo de 2020                                           | Veracruz         | México | World Trade Center Veracruz | Cancelado | Pandemia de COVID-19 |
| 28 de marzo de 2020                                           | Puebla           | México | Auditorio GNP               | Cancelado | Pandemia de COVID-19 |
| 2 de abril de 2020                                            | León             | México | Poliforum León              | Cancelado | Pandemia de COVID-19 |
| 4 de abril de 2020                                            | Acapulco         | México | Fórum de Mundo Imperial     | Cancelado | Pandemia de COVID-19 |